# Sissi (phim)
Sissi là nhan đề bộ ba phim về cuộc sống vương giả của hoàng hậu Sissi do Ernst Marischka đạo diễn và lần lượt xuất bản trong các năm 1955-6-7.

## Nội dung
- Phần 1: Công chúa Sissi (Sissi)
- Phần 2: Sissi - Hoàng hậu trẻ (Sissi - Die junge Kaiserin)
- Phần 3: Sissi - Những năm tháng định mệnh của nữ hoàng (Sissi - Schicksalsjahre einer Kaiserin)

## Diễn xuất

### Phần 1
- Romy Schneider trong vai Hoàng hậu Sissi
- Karlheinz Böhm trong vai Hoàng đế Franz Joseph I
- Vilma Degischer trong vai Đại vương công phu nhân Sophie, mẹ của Hoàng đế Franz Joseph I.
- Erich Nikowitz as Archduke Franz Karl, Franz Joseph's father
- Peter Weck as Archduke Karl Ludwig, Franz Joseph's brother
- Magda Schneider as Duchess Ludovika in Bavaria, Sissi's mother and Sophie's sister
- Gustav Knuth as Duke Max in Bavaria, Sissi's father
- Uta Franz as Princess Helene in Bavaria, or "Nené", Sissi's older sister
- Josef Meinrad as Gendarmerie-Major Böckl
- Richard Eybner as Postmaster of Ischl

### Phần 2
- Romy Schneider as Empress Sissi
- Karlheinz Böhm as Emperor Franz Joseph I
- Vilma Degischer - Archduchess Sophie, Franz Joseph's mother
- Erich Nikowitz - Archduke Franz Karl, Franz Joseph's father
- Magda Schneider - Duchess Ludovika in Bavaria, Sissi's mother
- Gustav Knuth - Duke Max in Bavaria, Sissi's father
- Josef Meinrad - Major Böckl
- Richard Eybner - Postmaster of Ischl
- Walter Reyer - Count Andrássy
- Senta Wengraf - Countess Bellegarde
- Helene Lauterböck - Countess Esterhazy-Liechtenstein

### Phần 3
- Romy Schneider as Empress Sissi
- Karlheinz Böhm as Emperor Franz Joseph I
- Vilma Degischer as Archduchess Sophie, Franz Joseph's mother
- Erich Nikowitz [de] as Archduke Franz Karl, Franz Joseph's father
- Magda Schneider as Duchess Ludovika in Bavaria, Sissi's mother
- Gustav Knuth as Duke Max in Bavaria, Sissi's father
- Uta Franz [de] as Princess Helene in Bavaria, or "Néné", Sissi's older sister
- Walther Reyer as Count Andrássy
- Peter Neusser [de] as Count Batthyány
- Josef Meinrad as Major Böckl
- Senta Wengraf as Countess Bellegarde (Pauline von Königsegg [de])
- Hans Ziegler [de] as Dr. Seeburger
- Sonia Sorel as Henriette Mendel
- Klaus Knuth [de] as Prince Ludwig
- Albert Rueprecht [de] as Archduke Ferdinand Max
- Walter Regelsberger [de] as Count Windisch-Graetz

## Thành tựu
Loạt phim này được đánh giá là xuất phẩm kinh điển của điện ảnh màu Áo, đồng thời thổi một làn gió mát vào cuộc sống giải trí Trung Âu vốn rất ảm đạm sau thời kỳ đen tối Đệ nhị Thế chiến và cũng đem lại vinh quang trọn đời cho tất cả những ai tham gia quá trình chế tác phim.